# Kopstation

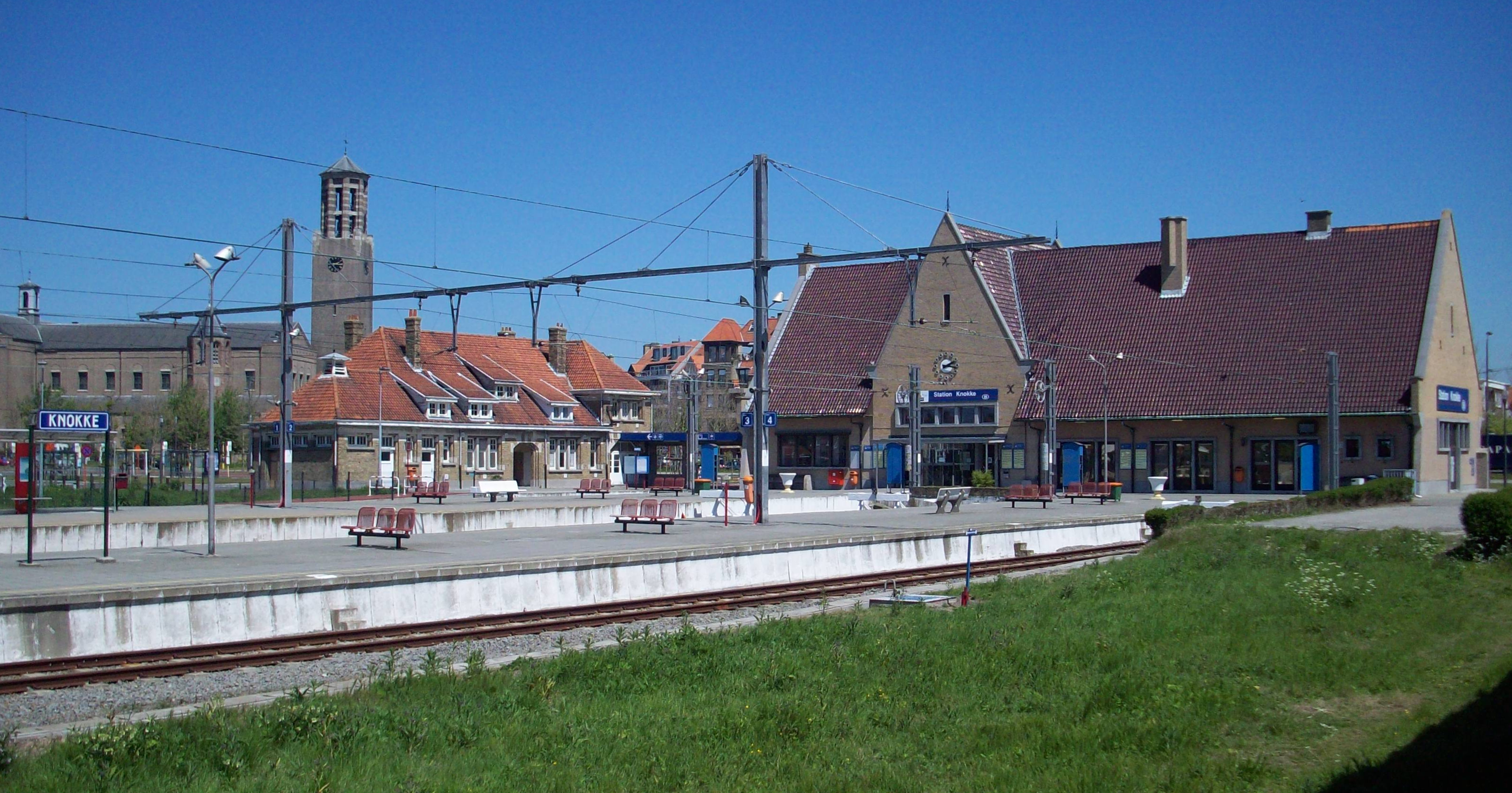
De Belgische kustplaats Knokke heeft een kopstation.

Een kopstation is een spoorwegstation met uitsluitend kopsporen, waar treinen, in tegenstelling tot in doorgangsstations, niet meer verder kunnen rijden. Treinen die dit type station binnenrijden, kunnen het station alleen in de tegenovergestelde richting weer verlaten. 
Een kopstation is niet altijd een eindstation. Zo werd Antwerpen-Centraal, toen het voor de treinen van en naar Nederland een kopstation was, in het weekend bediend door de doorgaande Beneluxtrein Amsterdam – Brussel, die dan vanuit Centraal terugkeerde en een spoorlijn om de stad heen volgde, en kende tot 13 december 2008 Den Haag Centraal een doorgaande nachtnet-verbinding.
Kopstations ontstonden, behalve in kustplaatsen, vooral in grote steden. Vaak was het vanwege de dichte bebouwing niet mogelijk spoorlijnen door het stedelijke centrum aan te leggen. Daardoor vormden zich kopstations aan de rand van het centrum. In een enkel geval, zoals in Brussel, werd later alsnog een doorgaande verbinding aangelegd. Meestal werden de verschillende stations door een ringspoorbaan om de stad met elkaar verbonden. Vaak worden onder de kopstations in de grote steden ondergrondse stations gebouwd, waar de voorstadstreinen wel kunnen doorrijden. Bekende voorbeelden zijn Gare du Nord en Gare de Lyon in Parijs.
In veel grote steden is deze verbinding er echter niet voor elk kopstation. Bekende voorbeelden zijn Parijs, Londen en Moskou. Hier dient men met de metro naar een kopstation aan de andere kant van de stad reizen om de treinreis voort te zetten. Dit wordt acceptabel gevonden omdat er vrij weinig doorgaande reizigers zijn, de meeste reizigers hebben de grote stad als begin- of eindpunt. In andere steden, bijvoorbeeld in München, lopen de spoorlijnen uit alle richtingen naar hetzelfde kopstation, zodat men niet naar een ander station hoeft te reizen.
Bij een kopstation zijn meestal alle perrons gelijkvloers bereikbaar, een tunnel, brug of overpad is niet nodig. Vaak worden er echter loopbruggen of tunnels aangelegd ver van de 'kop' kant om overstappen te vergemakkelijken en om het voetgangersverkeer te spreiden naar andere in- of uitgangen van het station.

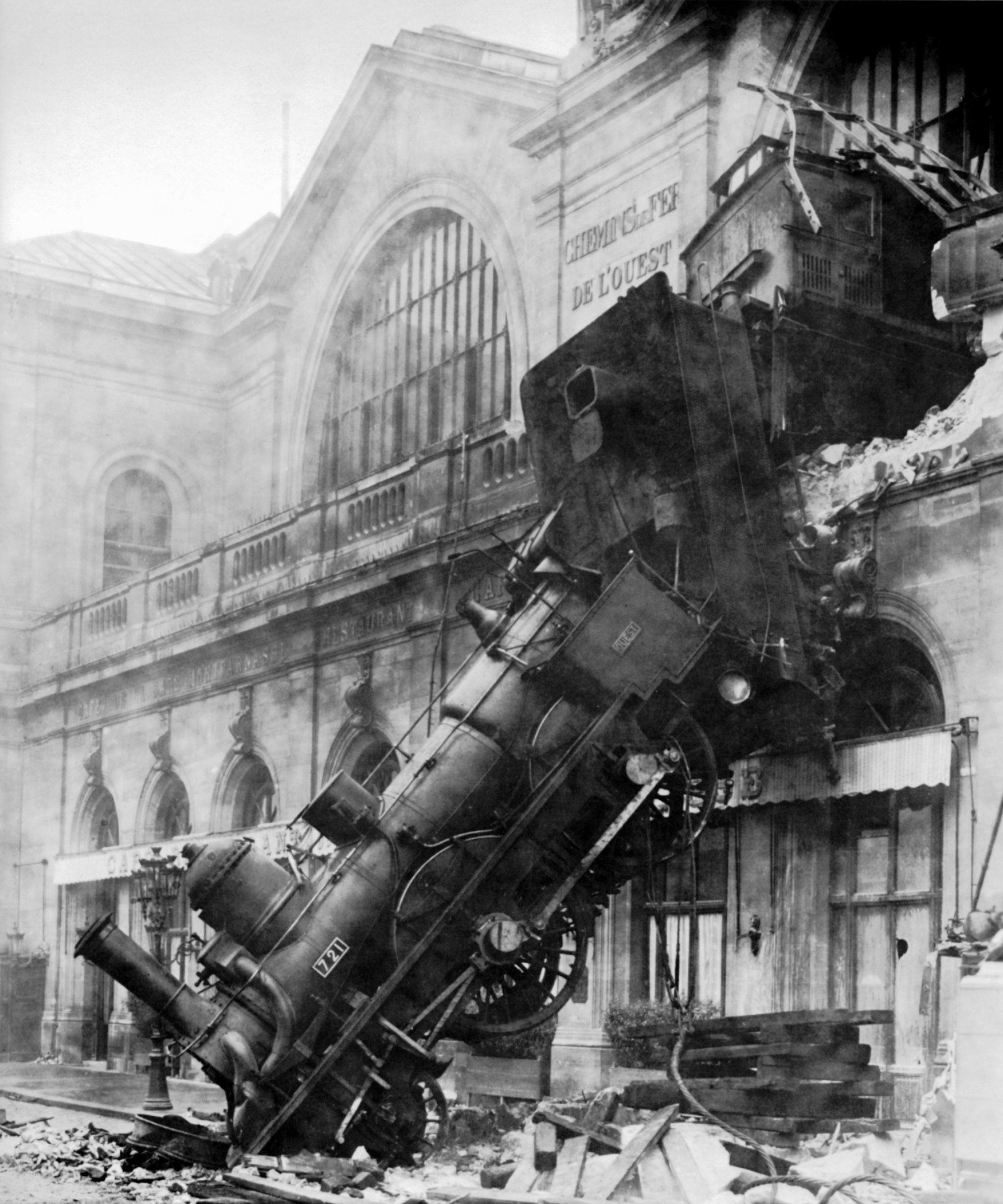
Treinongeval op Gare Montparnasse, Parijs, 1895

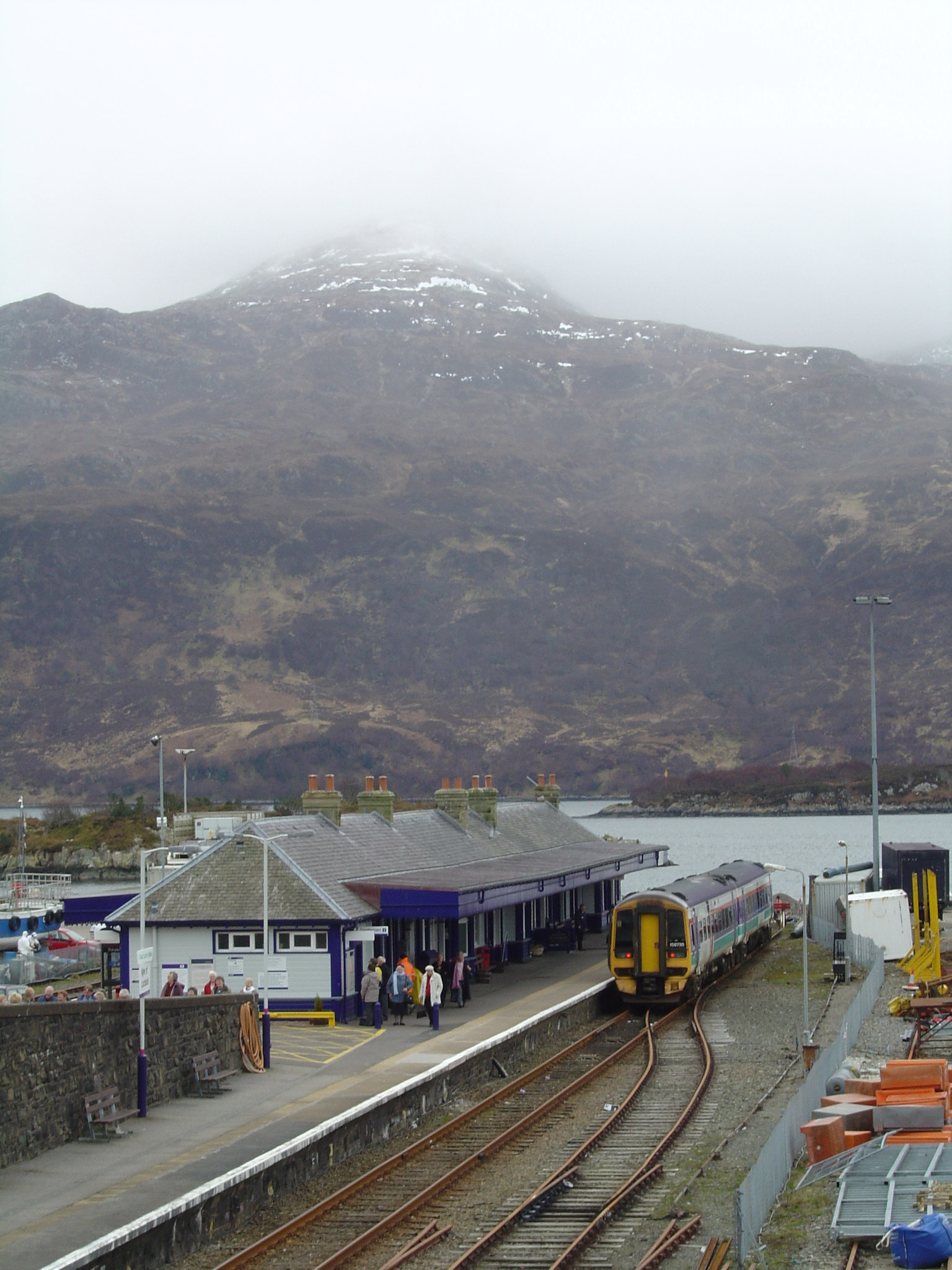
Station Kyle of Lochalsh

## Dubbel kopstation
Stations die uit twee richtingen bereikt kunnen worden, maar waar geen (regulier) doorgaand treinverkeer plaatsvindt, worden aangeduid als dubbel kopstation. Sinds de heropening van de lijn Enschede - Gronau in 2001 is Enschede een dubbel kopstation, aangezien de verbinding tussen de sporen naar Hengelo en naar Gronau verbroken is. Er zijn plannen om de verbinding te herstellen en een doorgaande treindienst in te voeren.
Soms laat de infrastructuur doorgaand treinverkeer wel toe, maar is er geen doorgaand (reizigers)verkeer. Ook dit noemt men een dubbel kopstation. In de huidige praktijk bijvoorbeeld de stations Groningen, Leeuwarden, Tiel en Winterswijk. Dit was ook het geval in Enschede, tot de opheffing van de dienst naar Gronau in 1981.
Een voorbeeld uit het verleden is het Amsterdamse Centraal Station. Hoewel er op alle perrons doorlopend spoor was, van treinen uit het westen en noorden, moest er worden overgestapt van het westelijke gedeelte naar het oostelijke gedeelte voor treinen naar het zuiden en oosten. Inmiddels zijn er wél doorgaande oost/westverbindingen, o.m. Zwolle-Den Haag Centraal v.v. Het station Zwolle werd in de 19e eeuw lange tijd samen met station Zwolle NCS en station Zwolle Veerallee als kopstation geëxploiteerd.

## Ongevallen
Er zijn verschillende gevallen bekend waarin een trein niet op tijd wist te stoppen bij nadering van een kopstation. In Nederland is dit voorgekomen in Den Haag Centraal, Rhenen, Groningen, Vlissingen, Maastricht en Stavoren. Bekende soortgelijke ongevallen vonden plaats op Gare Montparnasse in Parijs (waarbij de trein door de voorgevel van het station reed en een verdieping lager op het stationsplein terechtkwam) in 1895 en Harcourt Street(en)  in Dublin (toen de trein eveneens door de voorgevel reed maar daar bleef hangen) in 1900.

## Lijst van kopstations
(incompleet)
Stations die het einde vormen van de treindienst, maar waar de sporen na het station doorlopen, zijn strikt genomen geen kopstations en zijn daarom niet in de lijst opgenomen. Bij sommige kopstations zijn er ondergrondse stations waar lokale treinen wel kunnen doorrijden. Deze ondergrondse stations worden niet met het kopstation meegerekend.
* stationsgebouw staat loodrecht op de sporen

** kopstation sinds opbraak van doorgaande spoorlijn

*** dubbel kopstation

### België
- Binche **
- Blankenberge *
- Couvin
- De Panne **
- Eeklo **
- Genk
- Knokke *
- Louvain-la-Neuve
- Oostende *
- Poperinge **
- Quiévrain **
- Ronse **
- Spa-Géronstère **
- Turnhout **

#### Gedeeltelijke kopstations
- Antwerpen Centraal * (alleen niveau -2 heeft vier doorgaande sporen)

#### Voormalige kopstations
- Eisden
- Laneffe
- Maaseik
- Nieuwkerke
- Nieuwpoort-Bad
- Station Oostende-Stad

### Denemarken
- Frederikssund
- Kalundborg
- Køge Vest
- Mern
- Nykøbing Sjælland
- Sønderborg**
- Tisvildeleje
- Thyborøn

### Duitsland
- Bad Harzburg
- Bad Münstereifel
- Bergisch Gladbach
- Bocholt **
- Borken (Westf) **
- Brocken
- Cuxhaven *
- Dalheim
- Frankfurt (Main) Hbf (niet voor S-Bahn)
- Hamburg-Altona (niet voor S-bahn)
- Harzgerode
- Hattingen (Ruhr) Mitte
- Heidelberg Hbf (1844-1955)
- Heimbach
- Heinsberg
- Hellenthal
- Kassel Hbf (niet voor Regio Tram)
- Kempten (Allgäu) Hbf (1852-1969)
- Kiel Hbf
- Kleve **
- Leipzig Hbf (niet voor S-Bahn)
- Lindau Hbf
- München Hbf (niet voor S-bahn)
- Neuenrade
- Stolberg Altstadt
- Stuttgart Hbf (niet voor S-Bahn)
- Traben-Trarbach
- Vetschau ** (eindpunt Nederlandse museumspoorlijn ZLSM)
- Westerland (Sylt)
- Wiesbaden Hbf
- Wilhelmshaven Hbf *
- Winterberg (Westf) **

### Frankrijk
- Arcachon
- Biarritz-Ville (gesloten 1980)
- Brest *
- Dunkerque
- Le Havre *
- Lille Flandres *
- Orléans *
- Marseille Saint Charles *
- Nice CP
- Paris Gare d'Austerlitz *
- Paris Gare de la Bastille
- Paris Gare de Bercy *
- Paris Gare de l'Est *
- Paris Gare de Lyon *
- Paris Gare Montparnasse *
- Paris Gare du Nord *
- Paris Saint-Lazare *
- Saint-Malo
- Tours *

### Hongarije
- Budapest-Déli pályaudvar
- Budapest-Keleti pályaudvar
- Budapest-Nyugati pályaudvar

### Ierland
- Cobh
- Dublin Docklands
- Dublin Heuston *
- Galway
- Howth
- Kilkenny
- Killarney
- Limerick Colbert
- Station Midleton **
- Rosslare Europort
- Sligo

### Italië
- Firenze Santa Maria Novella *
- Milano Centrale
- Napoli Centrale *
- Palermo Centrale *
- Roma Termini *
- Siracusa **
- Tirano
- Trapani *
- Torino Porta Nuova
- Venezia Santa Lucia *

### Nederland
- Boekelo ** (museumstation)
- Delfzijl
- Emmen (sinds 1972)
- Enkhuizen *
- Enschede ***
- Den Haag Centraal * - grootste kopstation van Nederland
- Eemshaven
- Haaksbergen ** (museumstation)
- Harlingen Haven
- Den Helder *
- Kampen
- Medemblik (museumstation)
- Rhenen */** (sinds 1945)
- Stavoren
- Utrecht Maliebaan/Het Spoorwegmuseum ** (sinds 2012)
- Veendam (sinds 1 mei 2011)
- Vlissingen *
- Zandvoort *

#### Voormalige kopstations
- Aalsmeer (tot 1972)
- Amsterdam RAI (1981-1993)
- Amsterdam Oosterdok (1874-1879)
- Amsterdam Weesperpoort (tot 1939)
- Amsterdam Willemspark (museumstation EMA)
- Amsterdam Willemspoort (tot 1889)
- Amsterdam Zuid (1978-1981)
- Baarn Buurtstation (tot 1948)
- Den Haag SS (tot 1973)
- Dinxperlo (tot 1942)
- d'Eenhonderd Roe (1839-1842)
- Hellendoorn (tot 1935)
- Hoek van Holland Strand (tot 2017)
- Houten Castellum (Tot verbouwing spoorlijn 2007) (heropening 2009)
- Leiden Heerensingel (tot 1972)
- Roodeschool (tot 2018)
- Rotterdam Delftsche Poort (1847-1877)
- Rotterdam Hofplein (tot 2010)
- Rotterdam Maas (tot 1953)
- Scheveningen (tot 1953)
- Schiphol (1978-1981)
- Ter Apel Rijksgrens (tot 1926)
- Terneuzen (buiten gebruik)
- Utrecht Buurtstation (tot 1937)
- Zeist (tot 1941)

### Noorwegen
- Åndalsnes
- Bergen
- Bodø
- Flåm
- Kristiansand
- Narvik
- Oslo Sentralstasjon (1854-1980)
- Oslo Vestbanen (1872-1989)
- Spikkestad ** (1973)
- Stavanger
- Sylling (1904-1937)
- Tønsberg (1881-1915)

### Portugal
- Cascais
- Coimbra A
- Lisboa Cais do Sodre
- Lisboa Rossio
- Lisboa Santa Apolonia
- Porto São Bento
- Sintra

### Roemenië
- București Nord

### Spanje
- Parla (ondergronds)
- Valencia Nord

### Tsjechië
- Praha Masarykovo nádraží

### Turkije
- İstanbul Haydarpaşa
- İstanbul Sirkeci

### Verenigd Koninkrijk

#### Engeland
- Clacton-on-Sea
- Cromer
- Harwich Town
- Liverpool Lime Street
- London Charing Cross
- London Euston
- London King's Cross
- London Liverpool Street
- London Paddington
- London St Pancras
- London Victoria
- London Waterloo
- Looe
- Lowestoft
- Norwich
- Skegness
- Penzance *
- St Ives
- Great Yarmouth
- Manchester Piccalilly

#### Noord-Ierland
- Bangor
- Belfast Great Victoria Street
- Larne Harbour

#### Schotland
- Fort William
- Glasgow Central *
- Glasgow Queen Street *
- Inverness *
- Kyle of Lochalsh
- Mallaig
- Thurso *
- Wick

#### Wales
- Holyhead

##### Voormalige kopstations
- Liverpool Central (1874-1972)
- Liverpool Exchange (1850-1977)

### Zweden
- Göteborg Centralstation
- Göteborg Västgöta Station (1896-1932)
- Kalmar
- Karlskrona
- Kiruna ** (2012-)
- Malmö Centralstation (1876-2010)
- Simrishamn
- Strömstad
- Stockholm Östra ** (1932-)
- Ystad (1866-1874) vanaf Eslöv

### Zwitserland
- Arosa
- Bern RBS (alleen smalspoorlijnen)
- Brig (alleen smalspoorlijnen tot december 2007)
- Le Châble
- Chambrelien
- Combe-Tabeillon
- Engelberg
- Interlaken Ost (alleen smalspoorlijnen)
- Langenthal (alleen smalspoorlijnen)
- Laupen **
- Lenk
- Linthal
- Locarno
- Luzern
- Meiringen (1903-1926)
- Melchnau
- Montreux (alleen smalspoorlijnen)
- Niederbipp ** (1943-2012) (alleen smalspoorlijnen)
- Orsières
- Sankt Moritz
- Schwarzenburg
- Scuol-Tarasp
- Solothurn (alleen smalspoorlijnen)
- Uetliberg
- Unterzollikofen RBS ** (1984-)
- Vevey (alleen smalspoorlijn)
- Worb Dorf (RBS)
- Zermatt
- Zürich Hauptbahnhof (1847-1991)
- Zürich Selnau (1875-1990)
- Zweisimmen

### Enkele kopstations buiten Europa

#### Afrika
- Marrakesh

#### Noord-Amerika
- Halifax *
- Montreal (ondergronds kopstation)
- Vancouver (Pacific Central Station) *

#### Oceanië
- Adelaide (Hoofdstation)
- Canberra
- Darwin
- Sydney Central *
- Wellington *